# Club Atlético San Telmo
Maillots
Dernière mise à jour : 14 août 2011.
Le Club Atlético San Telmo est un club argentin de football basé à Buenos Aires.

## Anciens joueurs
- Oreste Corbatta
- Mariano Julio Izco
- Ángel Médici
- Carlos Peucelle
- Jonathan Santana
- José Yudica